# Линдајл (Јута)
Линдајл (енгл. Lynndyl) град је у америчкој савезној држави Јута.

## Демографија
По попису из 2010. године број становника је 106, што је 28 (-20,9%) становника мање него 2000. године.
| Група             | 2000.       | 2010.       |
| Белци             | 113 (84,3%) | 100 (94,3%) |
| Афроамериканци    | 0 (0,0%)    | 0 (0,0%)    |
| Азијати           | 0 (0,0%)    | 0 (0,0%)    |
| Хиспаноамериканци | 18 (13,4%)  | 3 (2,8%)    |
| Укупно            | 134         | 106         |